# Challenger de Bucaramanga 2010
El torneo Seguros Bolívar Open Bucaramanga 2010 fue un torneo profesional de tenis. Perteneció al ATP Challenger Series 2010. Se disputó su 2ª edición sobre tierra batida, en Bucaramanga, Colombia entre el 25 y el 31 de enero de 2010.

## Campeones

### Individual Masculino
- Eduardo Schwank derrotó en la final a  Juan Pablo Brzezicki, 6–4, 6–2

### Dobles Masculino
- Pere Riba /  Santiago Ventura derrotaron en la final a  Marcelo Demoliner /  Rodrigo Guidolin, 6-2, 6-2